# Histoire de l'obstétrique
Vous pouvez aider à l'améliorer ou bien discuter des problèmes sur sa page de discussion.
- Le fond est à vérifier. Si vous venez d’apposer le bandeau, merci d’indiquer ici les points à vérifier. (Marqué depuis janvier 2020)
- Il peut contenir un travail inédit ou des déclarations non vérifiées. Vous pouvez l’améliorer en ajoutant des références. (Marqué depuis janvier 2020)

Vous pouvez aider à l'améliorer ou bien discuter des problèmes sur sa page de discussion.
- Il ne cite pas suffisamment ses sources. Vous pouvez indiquer les passages à sourcer avec {{référence nécessaire}} ou {{Référence souhaitée}}, et inclure les références utiles en les liant aux notes de bas de page. (Marqué depuis janvier 2020)
- Il doit être recyclé. La réorganisation et la clarification du contenu sont nécessaires. (Marqué depuis janvier 2020)

- Archive Wikiwix
- Bing
- Cairn
- DuckDuckGo
- E. Universalis
- Gallica
- Google
- G. Books
- G. News
- G. Scholar
- Persée
- Qwant
- (zh) Baidu
- (ru) Yandex
- (wd) trouver des œuvres sur Wikidata

L’histoire de l'obstétrique, qui a pour objet l'accouchement et ses suite dans leur dimension médicale, débute avec le papyrus Carlsberg, datant pour sa partie la plus ancienne de la XVIIIe dynastie de l'Égypte antique.

## Rome antique

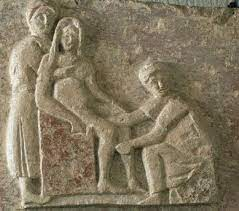
Bas-relief en terre cuite sur la tombe de Scribonia, sage-femme d'Ostie, Ier siècle. La parturiente qui s'agrippe aux poignées de sa chaise d'accouchement est adossée à une compagne qui la soutient physiquement et moralement. La matrone, par pudeur, ne regarde pas les parties génitales de la mère par peur que cela arrête le travail.

Il existe des sages-femmes (obstetrix) et des médecins gynécologues-accoucheuses (medica ou iatromea). Ce sont deux fonctions très valorisées. Les premières sont chargées des cas simples, ne semblant pas devoir présenter de complications. Un médecin est appelé à l'aide en cas de problème. L'un d'eux eux, nommé Soranos, est réputé pour maîtriser deux pratiques : la version podalique, qui consiste à modifier la position d'un enfant qui se présente mal pour qu'il se présente par les pieds, et l'avortement tardif, si l'enfant n'arrive pas à sortir. Le fœtus est alors sacrifié pour sauver la vie de la mère : un cranioclaste peut être alors utilisé pour pratiquer une cranioclasie (écrasement du crâne), et un embryotome sert à découper le corps du fœtus in utero ; les morceaux sont enlevés au fur et à mesure avec un crochet. Cette technique essaime à travers l'Europe, et un cadavre de fœtus traité de la sorte aurait été retrouvé en Angleterre au IVe siècle. Le matériel d'accouchement se compose de deux lits, l'un réservé à la phase de travail, le second à la phase de repos après l'accouchement, tandis que l'expulsion se fait sur une sorte de chaise percée à dossier droit et munie de poignées. La sage-femme assiste à l'expulsion par le trou de la chaise. Les forceps sont alors inconnus, et l'accouchement redouté en raison du risque de mortalité élevé.

## Époque médiévale

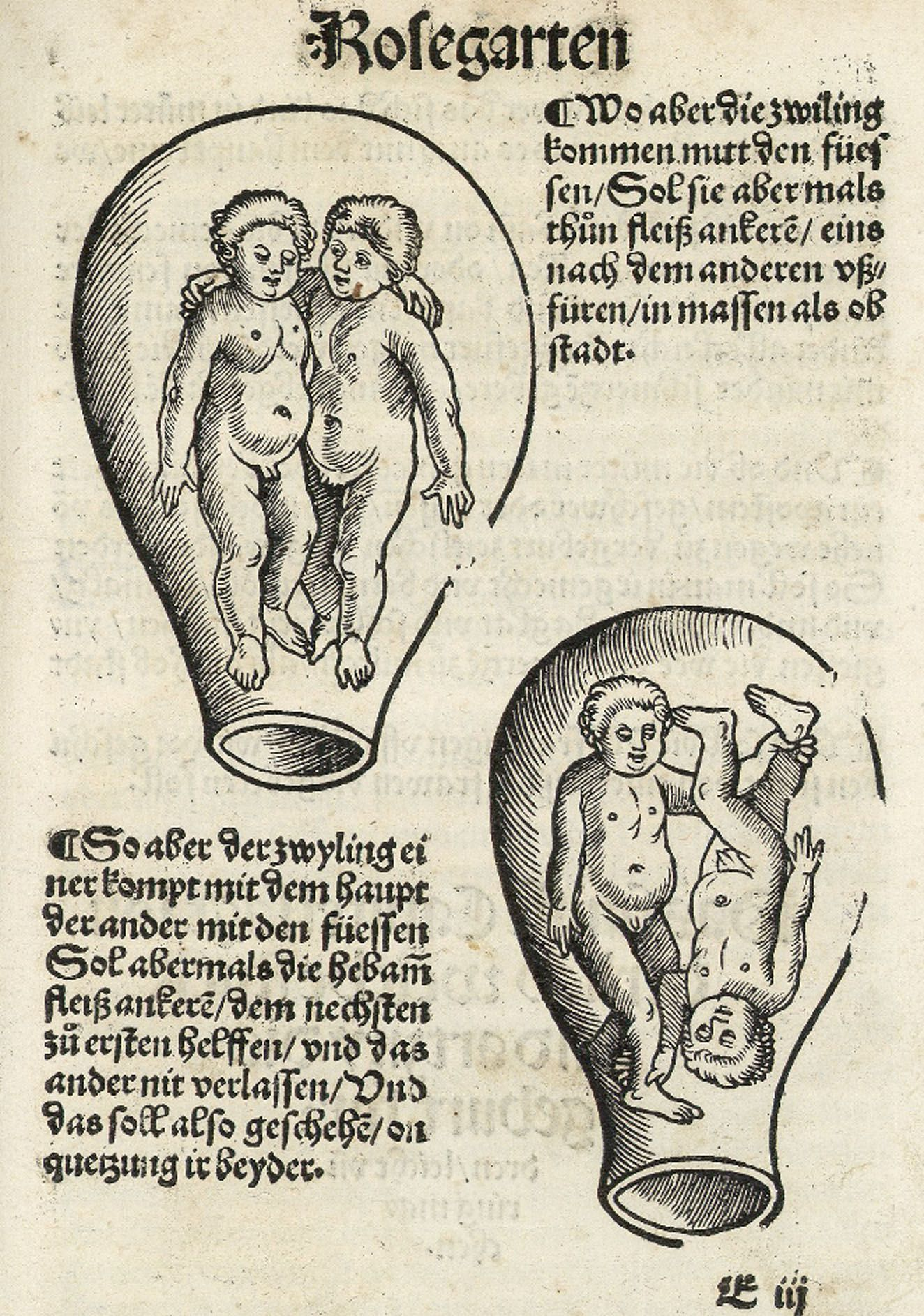
Eucharius Rösslin, 1513.

Au XIe siècle, l’Ecole de médecine de Salerne, première école de médecine fondée en Europe, a la réputation de former les meilleurs médecins. Contrairement aux Universités, elle accueille aussi bien les hommes que les femmes. Trotula fait partie de ces Femmes de Salerne. Bien que leur enseignement ne soit pas limité à l’étude des maladies féminines, Trotula est célèbre dès le Moyen Age comme l’Autorité sur ce sujet. Au XIIIe siècle, l’obstétrique (prise en charge de la grossesse et de l’accouchement) est le domaine des matrones et des sages-femmes. La chambre de l’accouchée est un espace exclusivement féminin, où se côtoient les parentes, voisines et praticiennes de la jeune mère. Laissant l’obstétrique et la gynécologie aux femmes, les médecins ne prennent le relais des soins de la mère et du bébé qu’après la naissance. Les soins qu’ils prodiguent sont plutôt des régimes alimentaires visant à remettre d’aplomb la mère et à aider le bébé à grandir en bonne santé. Aux XIVe et XVe siècles, le rôle des sages-femmes se renforce avec le soutien de l’Église chrétienne  qui promeut aussi les césariennes. Les hommes d’Église s’intéressent à la césarienne dans l’intention de sauver l’âme, et la vie, de l’enfant si la mère est trop faible pour accoucher. Les sages-femmes sont aussi chargées de veiller sur la mère jusqu’à la cérémonie des relevailles.

Au XIVe siècle, le dépeuplement causé par l’épidémie de peste noire et les famines, soulève l’intérêt des populations pour les méthodes d’amélioration de la fertilité, soit la capacité à produire une descendance. Les praticiens de toutes sortes, lettrés ou empiriques, tentent de répondre à cette demande en offrant des potions, régimes alimentaires et toutes sortes de remèdes pour favoriser la conception. Au XVe siècle, cet intérêt pour la fertilité glisse vers un intérêt pour la gynécologie, soit la santé des organes génitaux féminins dans lesquels se déroulent la conception, et pour l’obstétrique, soit les façons de mener la grossesse à terme et que l’enfant soit en bonne santé. Ce glissement se caractérise par la création d’une littérature de l’obstétrique, dont de nombreux travaux spécialisés sur l’accouchement. Le XVe siècle est un siècle charnière de redécouverte de la gynécologie, là où le XVIe siècle voit apparaitre les premières écoles de sages-femmes, les premières sages-femmes lettrées et les premières sages-femmes mâles. La gynécologie devient un champ de spécialisation intellectuelle.

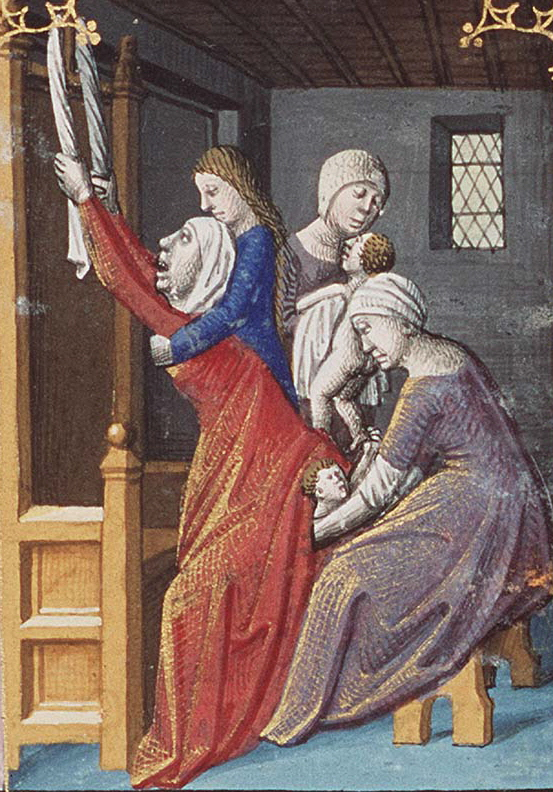
Illustration de la naissance de jumeaux (scène biblique de la naissance d'Esaü et Jacob), vers 1475-1480.

## Temps modernes

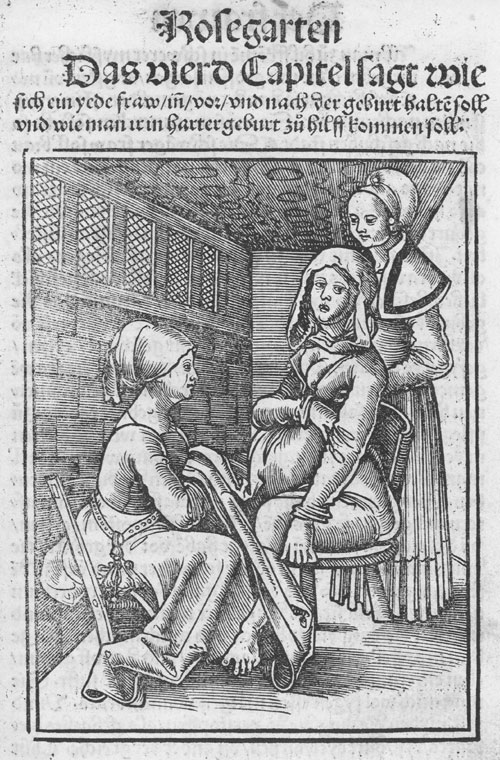
Une femme donnant naissance sur une chaise d'accouchement, Eucharius Rösslin, 1515. La parturiente, soutenue par une compagne, accouche à couvert. La sage-femme est assise sur un tabouret bas pour recevoir l'enfant.

C'est seulement au XVIe siècle que l'obstétrique commence à faire l’objet d’une science. En 1513 ou 1519, est publié par Eucharius Rösslin (latinisé en Rhodion), médecin allemand, un manuel destiné aux sages-femmes sous le titre Der swangern Frawen und Hebammen Rosengarten (Le Jardin de roses des femmes enceintes et des sages-femmes). On y indique comme la meilleure position la naissance par la tête - ce qui n'est pas une grande trouvaille - la seconde serait la présentation par le siège. La première traduction française est publiée à Paris, en 1536, et a un grand succès.
Les accoucheurs sont encore une rareté à l'époque et Louis XIV agit de façon inhabituelle en appelant pour l'accouchement de sa maîtresse, madame de Lavallière, Julien Clément, un chirurgien d'Arles qui par la suite sera nommé officiellement accoucheur de la cour. Jeune médecin à l'Hôtel-Dieu, François Mauriceau (1637-1709) publie un traité sur les Maladies des femmes grosses et accouchées (1668) dont l'influence majeure à travers toute l'Europe contribuera à faire de l'obstétrique une spécialité à part entière.
Le premier lieu de formation des sages-femmes est l’Hôtel-Dieu de Paris. Dans la deuxième moitié du XVIIIe siècle, Angélique du Coudray (1712-1792) instaure un enseignement itinérant des techniques d'accouchement. En Allemagne, l'obstétrique reste au contraire le domaine des sages-femmes qui n'ont reçu aucun enseignement pratique. Les connaissances se transmettent oralement, si l'on excepte quelques ouvrages spécialisés. À en croire le Meyers Konversationslexikon, le premier ouvrage scientifique à ce sujet serait Neues Hebammenlicht (La nouvelle Lumière des sages-femmes) (1701) du Hollandais van Deventer ; on y lit : « [il] cherchait à réduire l'utilisation meurtrière des instruments qui servaient à mettre l'enfant en morceaux ».
Au XVIIIe siècle est inventé le forceps par Peter Chamberlen, dont il garde jalousement le secret au sein de sa famille, ce qui vaudra aux Chamberlen l'opprobre de François Mauriceau qui s'offusque de voir ainsi les médecins privés de cette technique. Par la suite, le forceps gagnera en popularité mais l'utilisation restera réservée aux seuls médecins, de même que les autres instruments obstétricaux. Au milieu du XVIIIe siècle, on réussit en Angleterre à provoquer artificiellement les naissances afin d'éviter les césariennes.

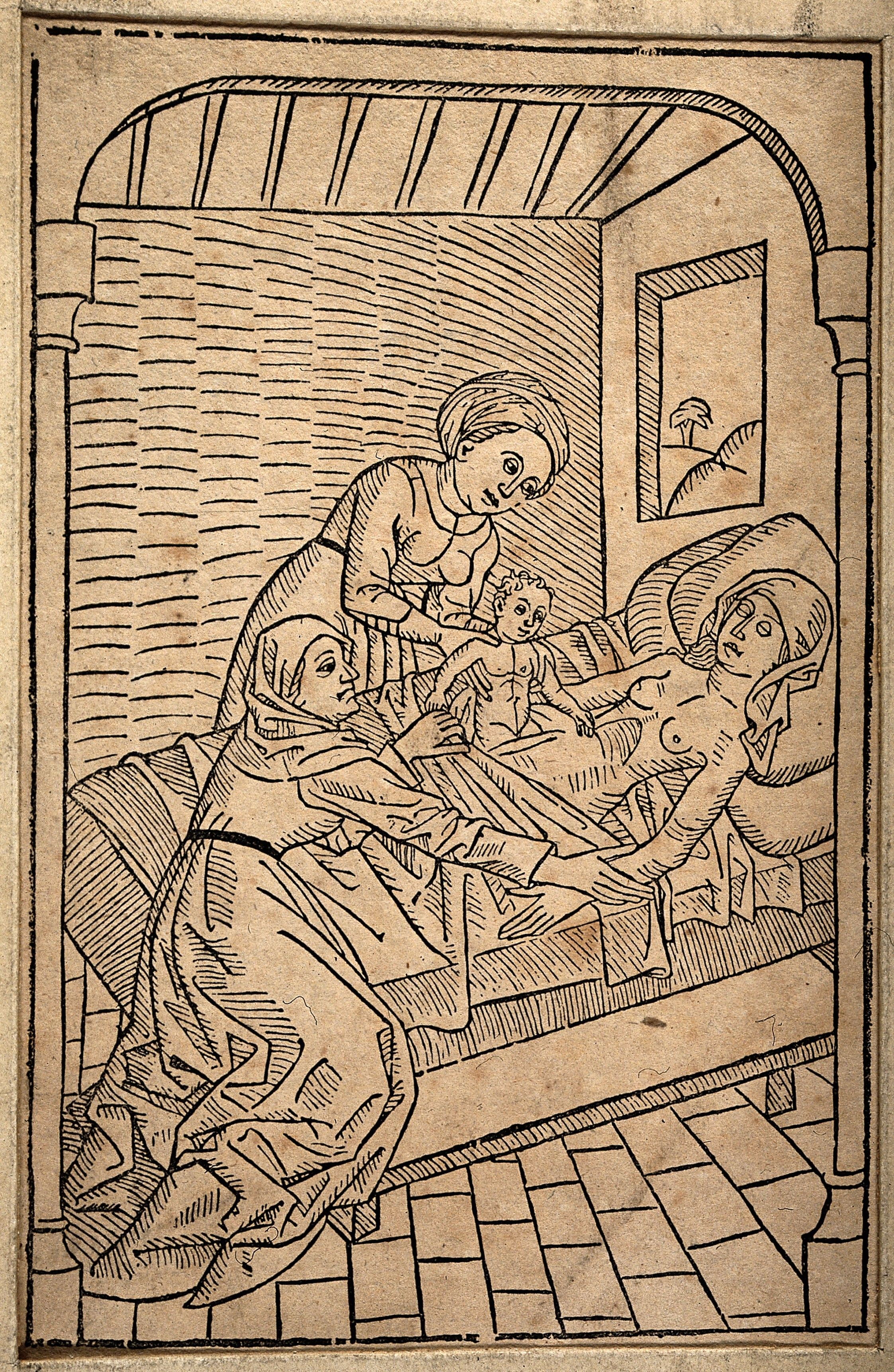
Un bébé sorti par césarienne du ventre de sa mère décédée, 1483.

Certes, la césarienne était une méthode connue dès l'Antiquité, mais jusqu'à l'époque moderne on ne pouvait y avoir recours que si la mère était déjà morte afin d'essayer de sauver l'enfant[réf. nécessaire]. La première césarienne connue et réussie en occident l'a été sur une femme vivante en l'an 1500 : cette année-là, Jacques Nufer, châtreur de porcs à Siegerhausen, en Thurgovie (Suisse), sollicite de la magistrature locale l'autorisation d'accoucher sa femme, Marie Alepaschin, par voie artificielle, les médecins déclarant impossible l'accouchement par la voie naturelle, de même que les onze « ventrières » (sages-femmes) qui ont vainement tenté de l'accoucher. À l'époque, la technique de césarienne chez la truie était connue et il a utilisé la même méthode. Il réussit parfaitement son exploit[réf. nécessaire], puisque son épouse accouchera plus tard à cinq reprises dont une fois de jumeaux[Information douteuse]. On pense maintenant qu'il s'agissait d'un cas de grossesse abdominale, ce qui expliquerait la bonne récupération de l'opérée.
En cas de complication pendant la naissance, il ne reste à la sage-femme ou au médecin qu'à essayer de tourner l'enfant avec la main dans le ventre maternel afin qu'il se présente par la tête ou par les pieds.
C'est aussi au XVIIIe siècle qu'apparaissent les premiers centres d'accouchement ainsi que des écoles pour sages-femmes et accoucheurs. La première institution de ce genre est créée à Strasbourg en 1728, puis une autre à Londres en 1739. En Allemagne, c'est en 1751, qu'apparaissent les premières maternités à l'hôpital berlinois de la Charité. Cette année encore voit l'ouverture d'une maternité à Göttingen. En 1778, une école de sages-femmes est créée à Yverdon.
En 1779, en France, Élisabeth Bourgeois, l'épouse d'un chirurgien de Hôtel-Dieu, reçoit pour la première fois le titre de sage-femme, à l'Hôtel-Dieu de Montmorency (Val-d'Oise).

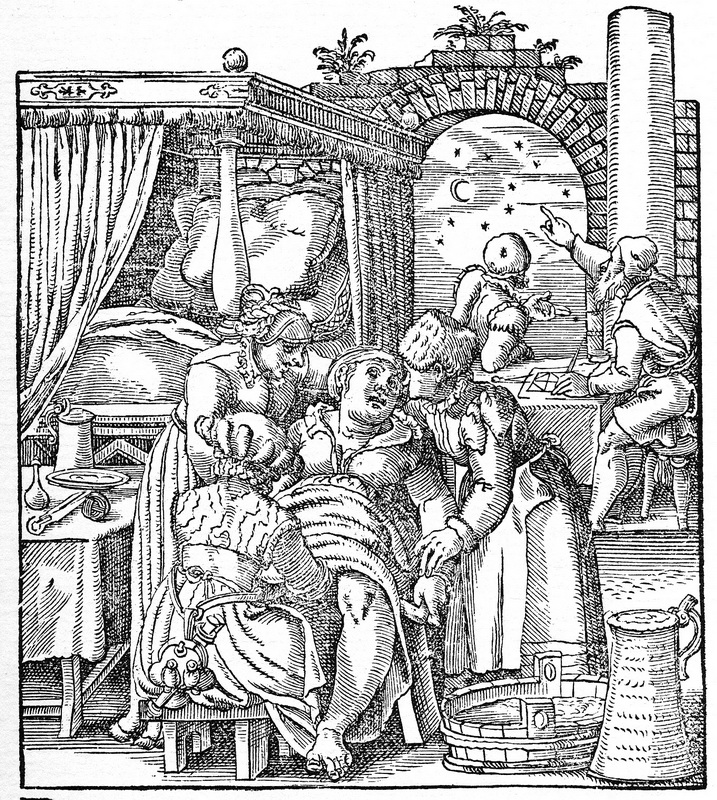
De Conceptu et Generatione Hominis, Jacob Rueff (de), 1554[note 4].
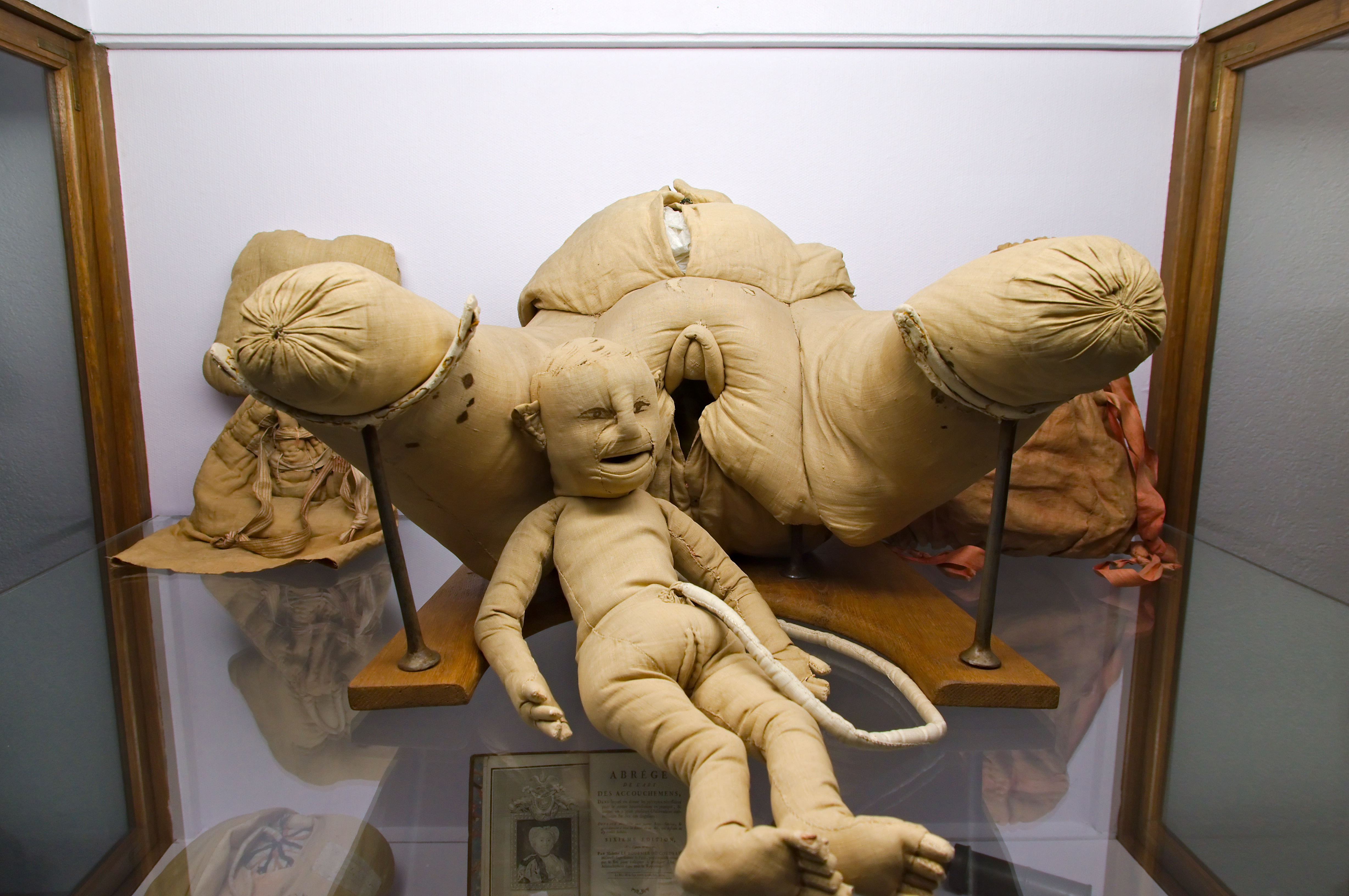
Fac-similé de la « machine » de Mme du Coudray, sage-femme[note 5] (musée de l'Homme, Paris).
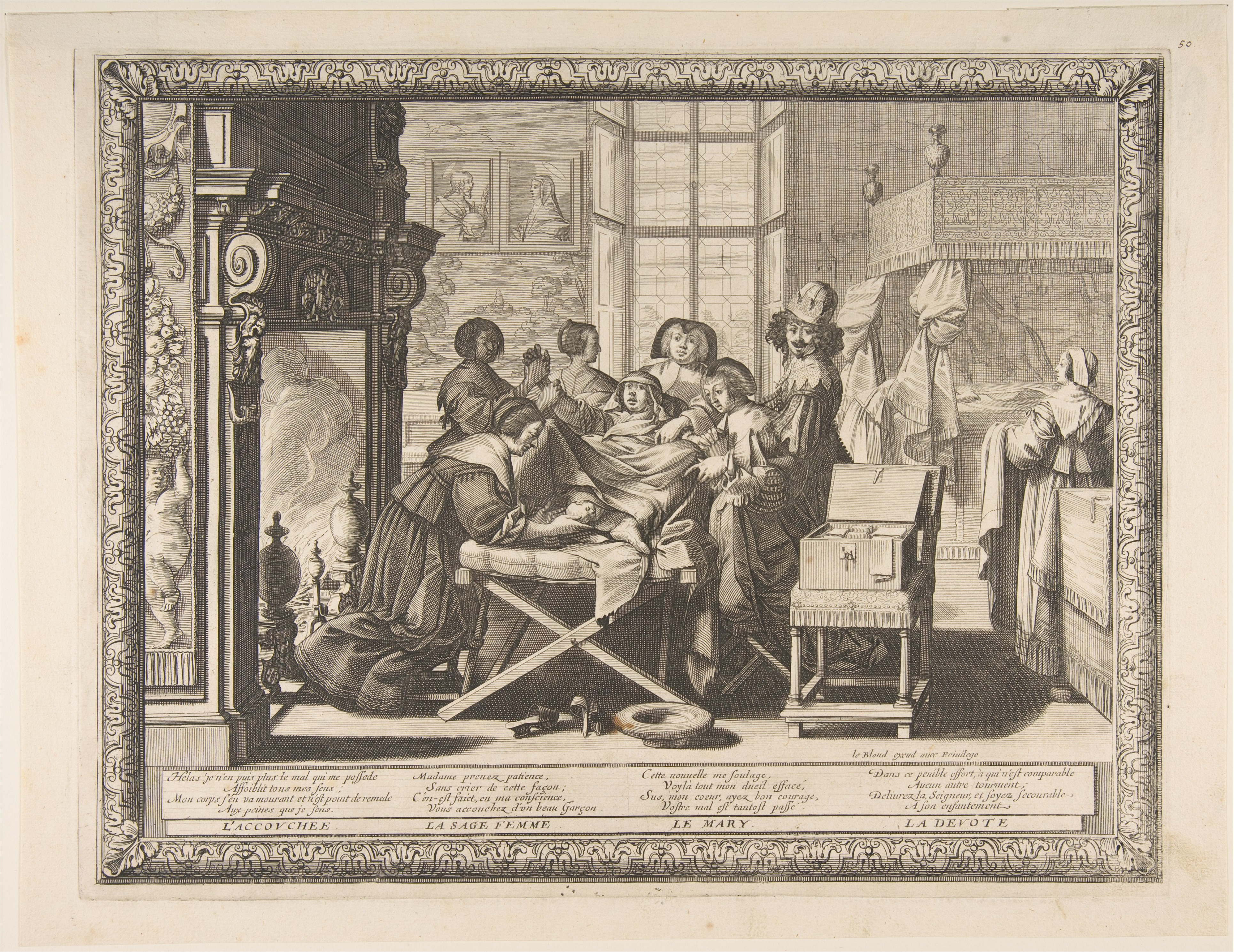
Le mariage à la ville : l’accouchement, planche d'Abraham Bosse, 1633[note 6].

## XIXesiècle
Au début du XIXe siècle éclate une discussion pour savoir si la naissance par forceps présente des avantages par rapport à la naissance naturelle. À cette époque, on attache si peu d'importance à l'hygiène que la fièvre puerpérale tue plus de mères dans les maternités qu'à la maison. C'est à Ignace Semmelweis que revient le mérite d'avoir compris les causes des épidémies de fièvre puerpérale dans les maternités de Vienne. Après lui (et avant Pasteur), l'usage du phénol a permis une baisse considérable des décès maternels.
La loi du 19 ventôse an XI (10 mars 1803) qui restructure les études médicales en France, reconnaît officiellement le métier de sage-femme, en organisant sa formation et le contrôle de son savoir. Son objectif est de mettre un terme au charlatanisme et de donner des garanties intellectuelles et morales aux membres de ce corps médical. Le décret du 22 août 1854 reconnaît explicitement deux catégories de sages-femmes : celles « qui ont été reçues devant une Faculté sont dites de première classe et autorisées à exercer dans toute la France, tandis que les sages-femmes de deuxième classe, formées dans les hospices départementaux, ne peuvent exercer que dans la circonscription où elles ont été reçues ».
C'est aussi au XIXe siècle qu'est introduite l'anesthésie dans les salles d'accouchement (premier essai avec l'éther le 19 janvier 1847 par l'obstétricien écossais James Young Simpson). Dans les premiers temps, la parturiente est anesthésiée au chloroforme, mais cela complique et rend parfois impossible l'accouchement ; pour faciliter ce dernier, il faut à nouveau souvent recourir aux forceps.
C'est seulement la découverte de l'asepsie à la suite des travaux de Louis Pasteur qui permet de pratiquer avec sécurité les césariennes, autrefois toujours mortelles.

## XXesiècle
Les enseignements du docteur Dick-Read, partisan de l'accouchement naturel, sont à la source de deux mouvements obstétriques importants au XXe siècle, l'accouchement sans douleur ou méthode Lamaze et la méthode Bradley (en) qui défend l'importance du rôle actif du mari pendant la gestation et l'accouchement.